# Звукова розвідка

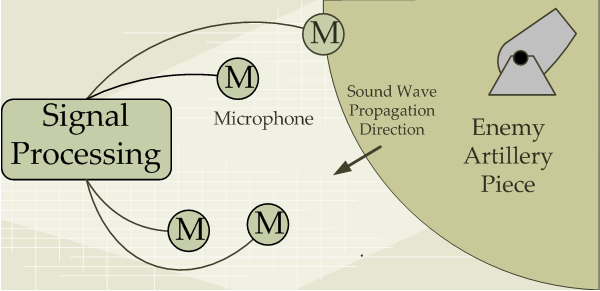
Принцип дії звукометричної системи

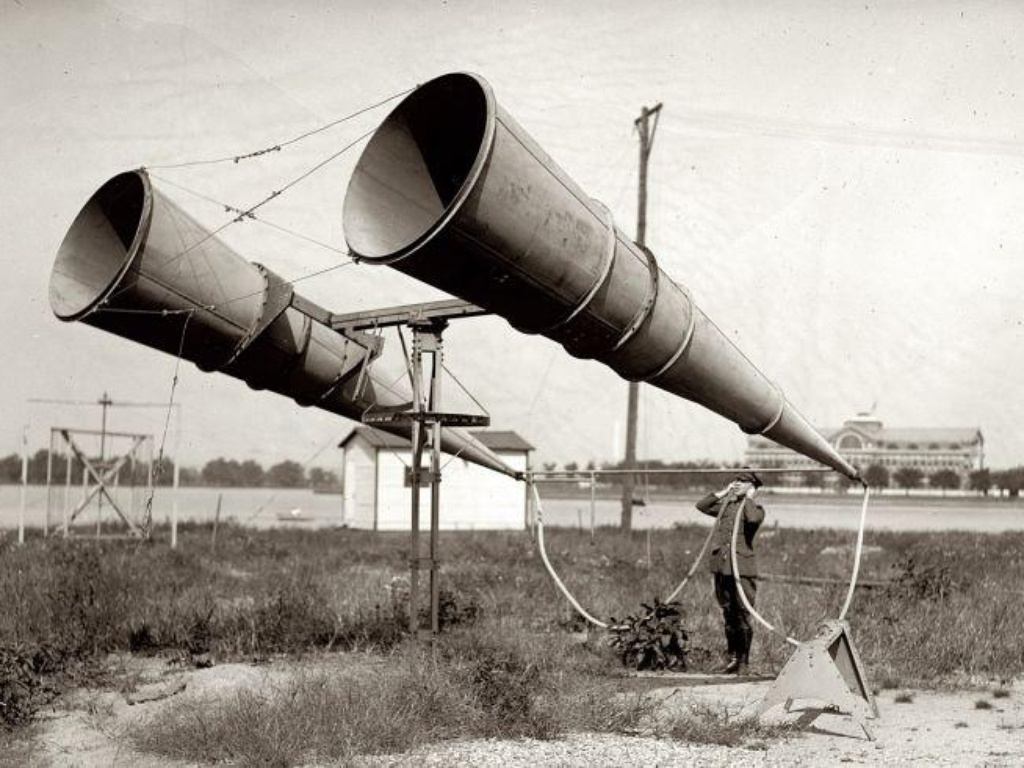
Засіб звукової розвідки для виявлення літаків

Звукова розвідка (також Артилерійська звукова розвідка, АЗР) — складова частина артилерійської розвідки.
Звукометрія — розділ прикладної акустики з визначення місцеперебування артилерійської зброї за звуком пострілу.

## Мета звукової розвідки
- обслуговування стрільби артилерії за звуком розривів снарядів (мін);
- розвідка батарей (гармат) наземної артилерії, безвідкатних гармат, реактивних установок і мінометів за звуком їх пострілів.
- розвідка повітряних цілей (дронів)

## Особливості звукової розвідки
- прихованість розвідки і відсутність демаскувальних ознак;
- складність виявити хибні цілі;
- залежність від звукових перешкод;
- залежність від інтенсивності стрільби артилерії;
- залежність від змін метеорологічних умов (швидкість звуку залежить від температури, вітер привносить помилки);
- необхідність постійного та надійного каналу зв'язку між складовими частинами комплексу.

## Принципи звукової розвідки
Комплекс вимірює різницю в часі надходження звукової хвилі на різні мікрофони (звукоуловлювачі — базні пункти). Потім обчислюється положення джерела звуку.

## Організація звукової розвідки в артилерії
Обслуговування стрільби артилерії підрозділом звукометричної розвідки полягає у розгортанні звукових постів на віддалі від переднього краю своїх військ: в наступі 2—2,5 км; в обороні до 3—4 км. Для суміжних звукових постів, розташованих на місцевості і з'єднаних з реєструвачем утворюють акустичну базу. Відстань між двома суміжними звуковими постами називається довжиною акустичної бази — L (може становити від 100 до 1500 м). Перпендикуляр, проведений із центра акустичної бази і напрям у бік противника називається директрисою акустичної бази. Координати центрів акустичних баз беруть за лівий і правий пункти. За допомогою підрозділу звукової розвідки прийнято пристрілювати цілі, координати яких визначені самим підрозділом.  Під час підготовки стрільби підрозділу розвідки передають номери батарей, калібр гармат і координати вогневих позицій, а під час пристрілювання цілі — номер та координати цілі, номери батарей, пристрілювання яких потрібно обслуговувати, і час польоту снарядів для кожної батареї.  В обох випадках підрозділ звукової розвідки визначає відхилення розриву (центру групи розривів) за дальністю в метрах і за напрямком у поділках кутоміра для вогневої позиції. Коректури дальності й напрямку беруть рівними значенням отриманих відхилень із протилежними знаками.